# Force de Froude-Krylov
En dynamique des fluides, la force de Froude-Krylov — parfois aussi appelée force de Froude-Kriloff — est une force hydrodynamique nommée d'après William Froude et Alexei Krylov.
La force de Froude-Krylov, avec la force de diffraction, constitue la totalité des forces non visqueuses agissant sur un corps flottant dans des vagues régulières. La force de Froude-Krylov est la force introduite par le champ de pression instable généré par les vagues non perturbées, alors que la force de diffraction est due au corps flottant perturbant les vagues.

## Formule
La force de Froude-Krylov peut être calculée à partir de :
{\displaystyle {\vec {F}}_{FK}=-\iint _{S_{w}}p~{\vec {n}}~ds,}
où
- {\displaystyle {\vec {F}}_{FK}} est la force de Froude–Krylov
- {\displaystyle S_{w}} est la surface mouillée du corps flottant
- {\displaystyle p} est la pression dans les vagues non perturbées
- {\displaystyle {\vec {n}}} le vecteur normal du corps pointant vers l'eau

Dans le cas le plus simple, la formule peut être exprimée comme le produit de la surface mouillée (S) du corps flottant et de la pression dynamique agissant sur le corps à partir des vagues :
{\displaystyle F_{FK}=S\cdot p_{dyn}}
La pression dynamique, {\displaystyle p_{dyn}}, proche de la surface, est donnée par :
{\displaystyle p_{dyn}=\rho \cdot g\cdot H/2}
où
- {\displaystyle \rho } est la densité de l'eau
- {\displaystyle g} est l'accélération normale de la pesanteur
- {\displaystyle H} est la hauteur du sommet au creux de la vague